# Бранимир Бајић
Бранимир Бајић (рођен 19. октобра 1979. у Бијељини, СФРЈ) је бивши босанскохерцеговачки фудбалер.
Почео је да тренира у фудбалском клубу Младост из Велике Обарске и до осамнаесте године наступао је у свим узрасним категоријама. У сезони 1998/99. са Радником из Бијељине освојио је првенство РС. Каријеру је наставио у београдском Партизану, за који је одиграо 115 утакмица и у сезони 2000/01. освојио Куп Југославије, а 2001/02. првенство СРЈ. За репрезентацију БиХ одиграо је 24 утакмице. Играо је у Уједињеним Арапским Емиратима, Њемачкој и Турској. Од сезоне 2010/11. до 2017/18. је наступао за Дуизбург.